# Partido judicial de Baeza
El partido judicial de Baeza es uno de los 85 partidos judiciales en los que se divide la comunidad autónoma de Andalucía y creado por Real Decreto en 1983, como número cinco de los diez en que se divide la provincia de Jaén, en España.

## Ámbito geográfico
| Partido Judicial | Capital de partido | Municipios que comprende       |
| ---------------- | ------------------ | ------------------------------ |
| 5                | Baeza              | Baeza, Begíjar, Ibros y Lupión |